# Gamma Delphini
Gamma Delphini (γ Delphini, förkortat Gamma Del, γ Del)  är en dubbelstjärna belägen i den mellersta delen av stjärnbilden Delfinen. Den har en skenbar magnitud på 5,15, är synlig för blotta ögat där ljusföroreningar ej förekommer. Baserat på parallaxmätning inom Hipparcosuppdraget på ca 26,4 mas, beräknas den befinna sig på ett avstånd på ca 124 ljusår (ca 38 parsek) från solen.

## Egenskaper
Inom dubbelstjärnan är Gamma1 Delphini en gul till vit stjärna i huvudserien av spektralklass "F7V" och har en skenbar magnitud på 5,14. Den har en beräknad massa som är ca 1,6 gånger större än solens massa, en radie som är ca 2,2 gånger större än solens och utsänder från dess fotosfär ca 7 gånger mera energi än solen vid en effektiv temperatur av ca 6 300 K. Gamma2 Delphini är en orange underjättestjärna av spektralklass "K1IV" och har en skenbar magnitud av 4,27. Denna stjärna har en beräknad massa som är ca 1,7 gånger större än solens massa, en radie som är ca 6,4 gånger större än solens och utsänder från dess fotosfär ca 21 gånger mera energi än solen vid en effektiv temperatur av ca 4 900 K.
År 1999 publicerades närvaro av en exoplanet till Gamma2 Delphini. En sådan planet skulle ha en minsta massa på 0,7 Jupitermassor, omloppsperiod på 1,44 år och vinkelseparation på nästan 1,5 astronomiska enheter (nästan avståndet från Mars från solen ). Hittills har dock ingen planet bekräftats. McDonald Observatory Research har satt massgränser för potentiella planetariska följeslagare i omlopp kring stjärnan Gamma2 Delphini.